# Таварих (Сейфи Челеби)
«Китаб-и таварих-и падишахан-и вилайет-и Хинд ва Хитай ва Кашмир ва вилайет-и Аджам ва Кашгар ва Калмак ва Чин ва сайер падишахан-и пишин аз евлад-и Чингиз-хан ва хакан ва фагфур ва падишахан-и Хиндустан дер заман-и султан Мурад-хан ибн султан Селим-хан мин телифат-и дефтердар Сейфи Челеби эль-мерхум фи сене 990» (осман. كتاب تواریخ پادشاهان ولایت هند وخطای وكشمير وولایت عاجم وكاشغر وقلماق وچین وسایر پادشاهان پیشین از اولاد جنكيز خان وخاقان وفغفور و پادشاهان هندوستان در زمان سلطان مراد خان بن سلطان سلیم خان من تاليفات دفتردار سیفی چلبي المرحوم في سنه ٩٩٠‎) — историческое произведение дефтердара Сейфи Челеби, написанное в 1582 или 1590 году на тюркском (османском) языке. Сам автор называл свой труд просто «Таварих» («Хроника»).

## Автор
Об авторе «Тавариха» очень мало сведений. Основной текст книги не содержит никаких данных о нём. В ранних работах В. В. Бартольд называл это произведение «анонимной историей восточных государств», позднее он указал автором некоего османца по имени Сейфи. Издавший «Таварих» в 1968 году с транскрипцией и полным французским переводом востоковед Йозеф Матуз так же не смог ничего узнать о личности Сейфи. Сведения о нём и его произведениях не упоминаются в османских биографических и библиографических источниках. Важные сведения о предполагаемом авторе привёл анонимный переписчик «Тавариха», который на титульном листе написал, что книга завершена в 1582 году (990 год хиджры) во время правления османского султана Мурада III (1574—1595), сына Селима II, а автором является покойный дефтердар Сейфи Челеби.
990 год хиджры Шарль Шефер и Франц Бабингер ошибочно считали годом смерти автора. По мнению Бартольда, Сейфи описывает события, произошедшие и после этой даты. Йозеф Матуз на основе записи в конце книги пришёл к выводу, что автор завершил её 3 числа месяца джумада ас-сани 998 года хиджры (9 апреля 1590 года), однако эта дата может означать время переписки сочинения. Если автора действительно звали Сейфи Челеби и он был дефтердаром, то его можно отождествить с Сейфуллахом Сейфи Челеби, автором «Сигетвар-наме», который умер во времена правления османского султана Ахмеда I (1603—1617), однако против этого свидетельствует упрощённый разговорный стиль сочинения, не свойственный для образованных чиновников, коими являлись дефтердары, заведовавшие финансовой частью канцелярии.

## Язык и структура
В 1876 году французский востоковед Шарль Шефер в приложении к переводу «Истории Средней Азии» (фр. Histoire de l'Asie centrale) Абдул-Карима Бухари поместил перевод сочинения Сейфи на французский язык. «Сочинение Сейфи, — писал Шефер, — написано на почти непонятном тюркском языке: автор использует архаизмы и просторечные выражения, конструкция фраз неверна, а орфография изобилует ошибками. Стихотворный отрывок на персидском языке, помещенный в начале сочинения, в конце которого автор указывает своё имя, а также персидские цитаты, встречающиеся в тексте, напротив, со всех точек зрения безупречны».
По словам переводчика «Тавариха» на русский язык Т. И. Султанова, язык книги является чисто османским, количество арабизмов и фарсизмов в нём невелико. Вопреки выводам Шефера, в книге не изобилуют слова с неправильным написанием и места, трудные для понимания мысли автора. Живое и выразительное повествование, отличающееся простым стилем, весьма близко к разговорному языку.
По-видимому, сам Сейфи никогда не бывал в упомянутых им странах. Шарль Шефер, без упоминания источника, писал, что автор пересёк Центральную Азию и в 1543 году (950 год хиджры) направился в Китай. По мнению Йозефа Матуза, источниками Сейфи Челеби были рассказы купцов и путешественников, Бартольд же считал, что он опирался на более ранние письменные труды. Сам автор упоминает «Чингиз-наме» Утемиш-хаджи, «Искендер-наме» Ахмеди, «Историю Огуза» и «Тарих» Хафизи Абру, а также ссылается на сведения от ряда безымянных источников.
Структура и содержание напоминающего географическое произведение «Тавариха» не характерны для традиционных хроник османских авторов. Автор разделил свой труд на девять частей, чьи названия приводятся в самом начале книги. Сейфи Челеби кратко описал области мусульманского Востока, Центральной Азии и сопредельных ей территорий, и дополнил сведениями об истории и этнографии этих регионов. «Таварих» ценен для исследователей тем, что в нём содержатся описания домашних ремёсел, торговли, верований и обычаев центральноазиатских народов, которые отсутствуют у других авторов.

## Рукописи
О существовании труда Сейфи не было известно широкой публике до обнаружения её рукописи Шарлем Шефером и издания перевода на французский язык в 1876 году. До наших дней дошли два экземпляра книги. Один хранится в Библиотеке Лейденского университета под № 917, второй — в Национальной библиотеке Франции (Suppl. Turc. nr. 1136). Лейденская рукопись была переписана с оригинала 9 апреля 1590 года.

## Издания
- Mir Abdul Kerim Boukhary. Histoire de l'Asie centrale (Afghanistan, Boukhara Khiva, Khoquand) depuis les dernières années du règne de Hadir Chah (1153) jusqu'en 1233 de l'hégire (1740—1748) / éd. Ch. Schefer. — E. Leroux, 1878.
- Seyfī Çelebī. L’ouvrage de Seyfī Çelebī. Historien ottoman du XVIe siècle. Édition critique et commentaires par J. Matuz / ed. J. Matuz. — 1968. — 232 с.
- Сейфи Челеби. Известия османского историка XVI в. Сейфи Челеби о народах Центральной Азии // Тюркологический сборник, 2003—2004 / пер. Т. И. Султанов. — М.: Восточная литература, 2005.